# Phytomyptera gracilariae
Phytomyptera gracilariae là một loài ruồi trong họ Tachinidae.